# Euchalcia annemaria
Euchalcia annemaria là một loài bướm đêm trong họ Noctuidae.